# 고대 하와이

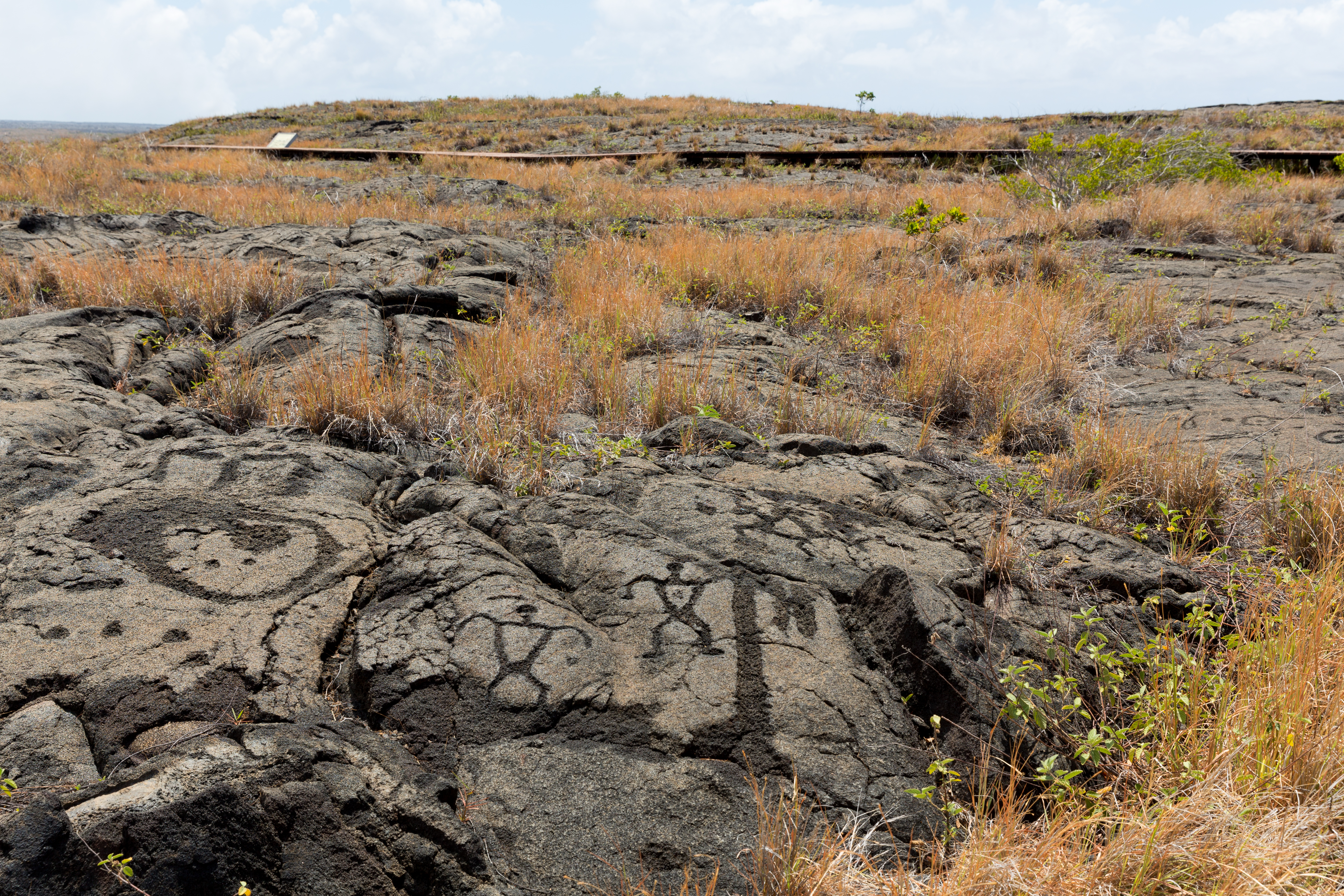

고대 하와이는 1810년 하와이 왕국의 카메하메하 1세가 통일하기 이전 하와이 문명들의 총칭이다. 처음 사람이 살기 시작한 것은 기원전 4세기에서 기원전 9세기 사이에 사모아 제도와 소사이어티 제도 등에서 산발적인 이동이 일어났을 것으로 추정되었다. 그러나 2010년 방사성 탄소 연대 측정을 통한 연구 결과가 발표되었다. 이 연구 결과에 따르면 하와이에 사람이 거주하기 시작한 것은 1219년에서 1266년 사이인 것으로 보인다.
동부 폴리네시아의 섬들이 높은 문화간 연속성을 보이는 것으로 보아 상당히 빠른 기간에 이주가 이루어졌다는 점을 알 수 있다. 작물 사이에 나무를 같이 기르는 임농 임업과 양식업이 주된 식량원 이었다. 건축에서는 열대 환경에서 얻을 수 있는 재료를 주로 사용했으며 화산암을 사용해 정교한 사원을 짓기도 했다. 풍부한 천원 자원들 덕분에 비교적 높은 인구 밀도를 유지할 수 있었다.
제임스 쿡 선장이 1778년 하와이에 도착하면서 처음으로 유럽인과 접촉한다. 그 뒤 많은 유렵인과 미국인이 하와이에 오게 된다.
계급사회가 상당히 발달하였다. 4개의 계급으로 나뉘어 있었는데 그 구조는 아래와 같다. 정치적 지배 계급으로 상위 족장과 하위 족장으로 구성되었다.
- 알리이(Aliʻi) - 정치적 지배 계급으로 상위 족장과 하위 족장으로 구성되었다.
- 카후나(Kahuna) - 사제 계급으로 종교 의식을 거행했다.
- Makaʻāinana - 시민 계급으로 농사와 어업, 공예 등을 생업으로 삼았다.
- 카우와(Kauwā) - 최 하층 계급으로 전쟁 포로와 그들의 자손들로 구성된다. 상위 계습과의 결혼은 엄격하게 금지되었다. 종종 인신공양에 사용되기도 하였다. (카우와 외에도 범죄자나 정치적 반대 세력도 인신공양에 사용되었다.

## 같이 보기
- 마오리 문화
- 폴리네시아